# Tsakonien
Cette page contient des caractères spéciaux ou non latins. S’ils s’affichent mal (▯, ?, etc.), consultez la page d’aide Unicode.
Le tsakonien ou langue tsakone (grec moderne : τσακωνική γλώσσα ; tsakonien : α τσακώνικα γρούσσα‎‎) est un dialecte grec jadis parlé dans la région de la Tsakonie (Τσακωνιά), nome d'Arcadie (Péloponnèse), plus précisément dans les arrondissements d'Astros et de Leonídion, et actuellement encore en usage dans un groupe de villages situés sur la côte est de l'Arcadie le long du golfe Argolique. Néanmoins, il devait s'étendre antérieurement plus à l'ouest en Arcadie, ainsi que dans une partie de la Laconie. 

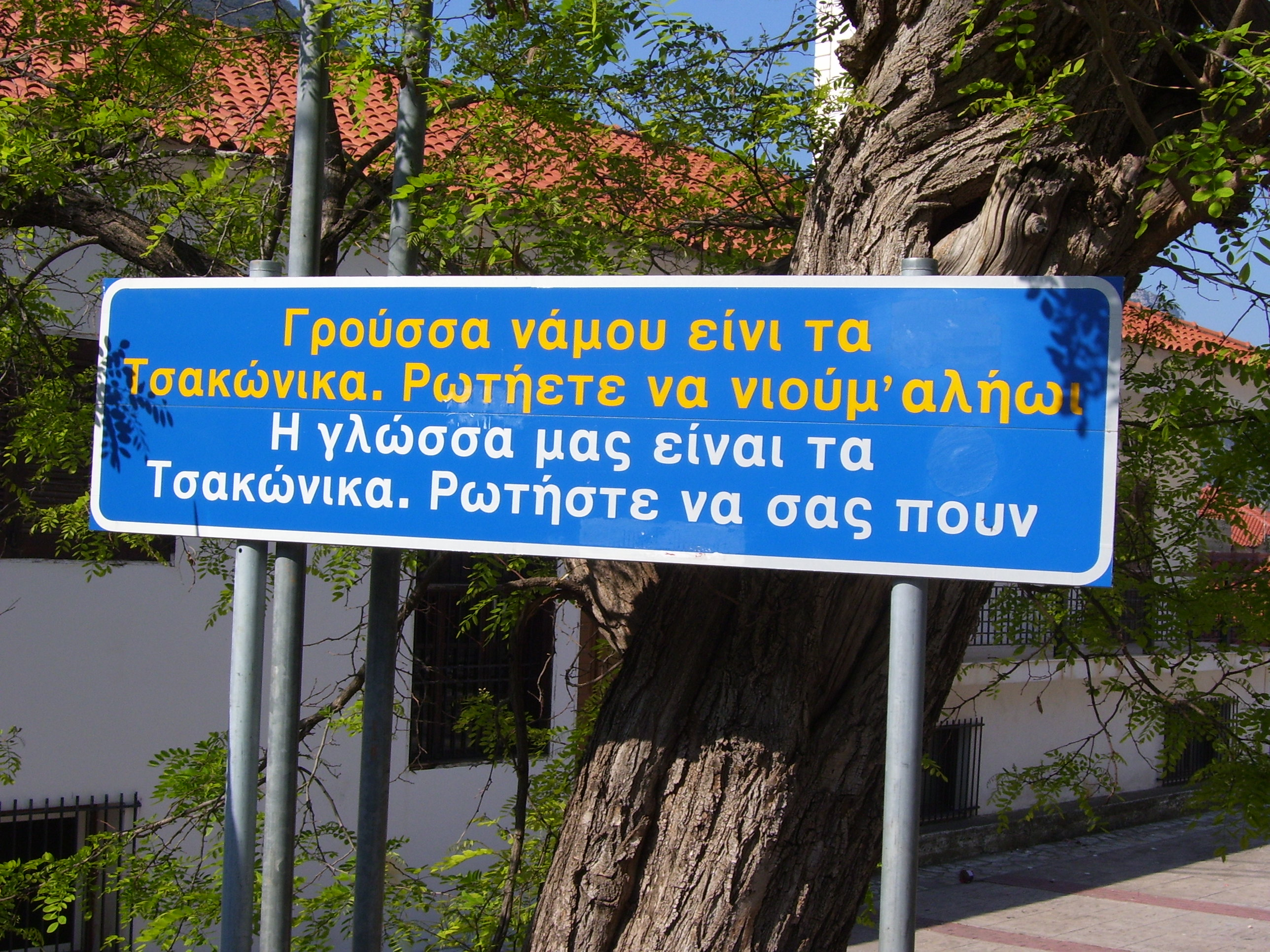
Un exemple de tsakonien par rapport au grec moderne. Le panneau dit : « Notre langue est le tsakonien. Demandez et l'on vous en parlera. »

Ce dialecte est issu du dorien, un des anciens dialectes grecs de la Grèce antique. Il se distingue donc clairement du grec moderne par son vocabulaire et sa prononciation, notamment parce qu'il a préservé le digamma, ancien phonème /w/ devenu /v/ dans certains mots (alors que dans la langue commune, le digamma s'était amuï depuis longtemps). Ainsi, on peut comparer le mot vanne, « agneau », à l'ionien-attique ἀρνίον / arníon, tous deux issus d'un étymon warn-.
Quant au lexique, le tsakonien a emprunté des termes au grec moderne, à l'albanais et au turc mais le vocabulaire principal est clairement d'origine dorique.
Des barrières géographiques naturelles ont isolé la Tsakonie du reste de la Grèce jusqu'au XIXe siècle préservant ainsi l'originalité de la langue. Mais depuis l'indépendance de la Grèce, soutenue par les puissants armateurs de la côte tsakonienne, le développement de l'éducation en grec moderne a considérablement fait décroître le nombre de locuteurs, estimés à 200 000 avant l'indépendance. Plus récemment, depuis les années 1970, l'exode rural vers Athènes et l'introduction de la télévision dans la région ont provoqué une nouvelle baisse massive du nombre de locuteurs du tsakonien au profit du grec moderne. Il est probable que la langue tsakone disparaîtra en tant que langue vivante dans le courant du siècle, et ce, malgré des efforts récents dans les écoles locales. On estime actuellement que seules quelque 300 personnes parlent couramment le tsakonien tandis qu'environ 2 000 le comprennent.
Bien que le dialecte tsakone ne soit plus parlé aujourd'hui que par quelques centaines de personnes âgées et quelques dizaines de passionnés, il demeure important pour les linguistes grecs et les hellénistes, car il offre des exemples des modifications lexicales, syntaxiques et phonétiques, possibles dans l'ensemble linguistique hellénique.

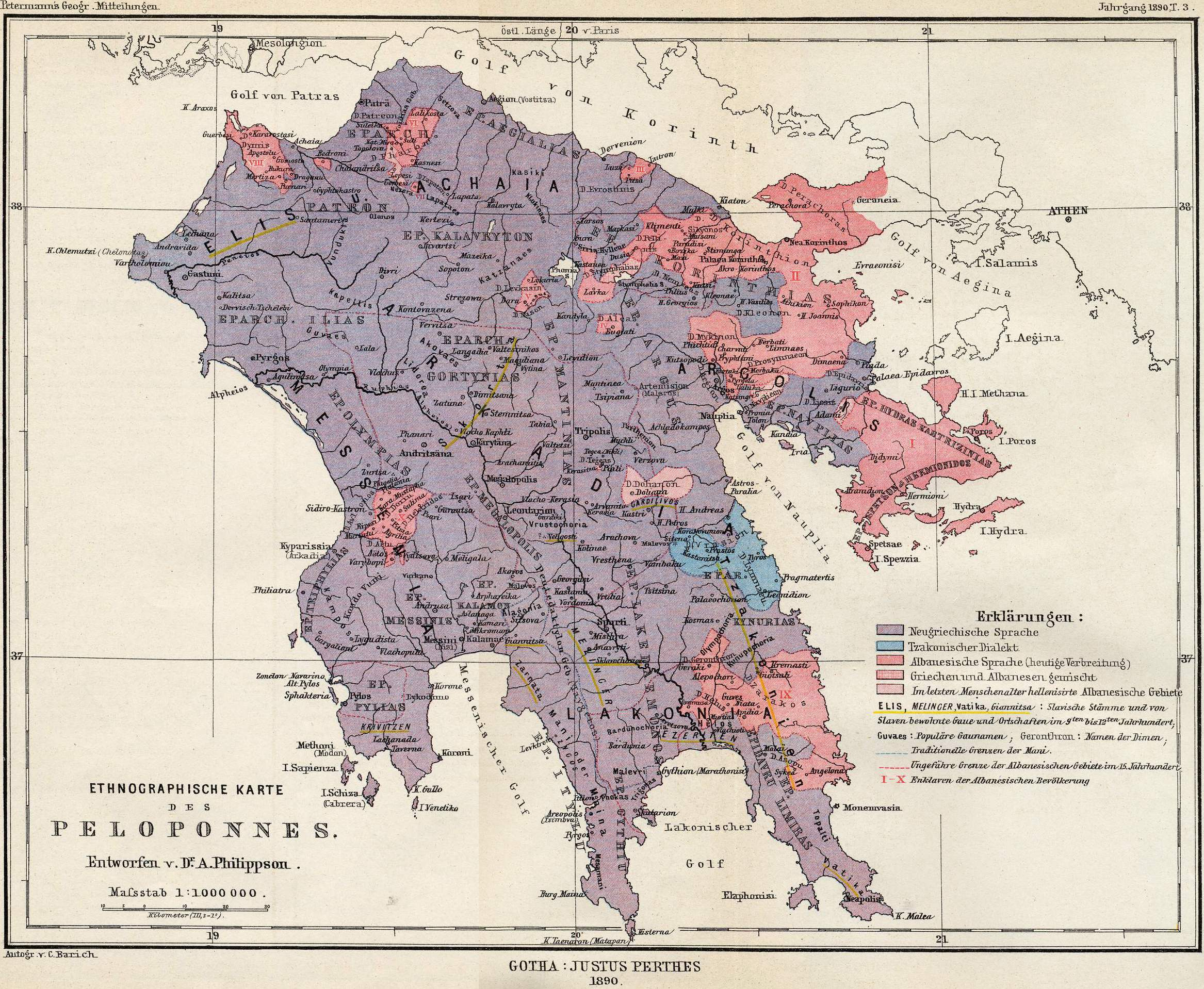
Carte du Péloponnèse de 1890 : les zones en violet correspondent aux régions où l'on parlait le grec moderne démotique ; les zones en rose aux régions alors majoritairement albanophones, et la zone en bleu à l'est, à la zone où l'on parlait le tsakonien en 1890.

### Filmographie
- Documentaire d'Alain Bourillon, 52 min, La Tzakonie, 2002.